# Saint-Patrice
Saint-Patrice är en kommun i departementet Indre-et-Loire i regionen Centre-Val de Loire i de centrala delarna av Frankrike. Kommunen ligger i kantonen Langeais som tillhör arrondissementet Chinon. År 2018 hade Saint-Patrice 655 invånare.

## Befolkningsutveckling
Antalet invånare i kommunen Saint-Patrice
Referens:INSEE